# ده سردار
ده سردار (بالفارسية:ده سردار، كما يُكتب بالتهجئة اللاتينية Deh-e Sardār أيضاً معرفة باسم Qal‘eh-e Sardār وQal‘eh Sardār) هي قرية إيرانية تقع في قسم لامرد الريفي في البلدة المركزية في مقاطعة لامرد، محافظة فارس، إيران. بلغ عدد سكانها حسب تعداد عام 2006 حوالي 22 نسمة يشكّلون 5 أسرة.